# Подсистема для приложений на базе UNIX
Подсистема для приложений на базе UNIX (англ. Subsystem for UNIX-based Applications, SUA), также известная как Сервисы Microsoft Windows для UNIX (англ. Microsoft Windows Services for UNIX, SFU) — программный пакет, разработанный компанией Microsoft, обеспечивающий подсистему UNIX и другие части среды UNIX на системах семейства Windows NT и более поздних. Расширена из ограниченной подсистемы POSIX Windows NT, и в дальнейшем заменила её.
Начиная с версии 3.0 (Windows XP, 1999 год) использует подсистему Interix, которая была получена компанией Microsoft в 1999 году как часть имущества Softway Systems. В Windows Server 2003 R2 было переименовано в Подсистему для приложений на базе UNIX.
Подобно подсистеме POSIX в Windows NT, Interix не эмулирует ядро UNIX, а реализует подсистему пользовательского режима, работающую напрямую на ядре Windows NT.

## Состав
Как и подсистема Microsoft POSIX в Windows NT, Interix не эмулирует работу ядра Unix,
это лишь реализация на уровне пользователя, запущенная поверх ядра Windows NT.
Важно, что и Cygwin (свободная альтернатива Interix), и Windows Services for Unix предлагают заголовочные файлы и библиотеки, что упрощает перекомпиляцию приложений Unix для их использования в Windows. Естественно, форматы исполняемых файлов Windows и Unix по-прежнему остаются несовместимыми.
Текущая версия включает:
- Более 350 утилит Unix, таких, как vi, ksh, csh, ls, cat, awk, grep, kill, и т. п.
- компилятор GCC 3.3, в том числе заголовочные файлы и библиотеки (через Microsoft libc)
- cc-подобный упаковщик для C/C++ компилятора командной строки Microsoft Visual Studio
- отладчик GDB
- сервер и клиент NFS
- Демоны pcnfsd для клиентской программы PC-NFS
- Утилиты и библиотеки X11
- Утилиты для монтирования ресурсов NFS, таких, как разделяемые каталоги Windows, и наоборот (гейтвеи)
- Сервер Network Information Service, сопряжённый с Active Directory
- Некоторые утилиты синхронизации токенов аутентификации Windows и Unix

SFU не включает в себя (однако, их возможно установить отдельно):
- bash, OpenSSH, sudo, CVS, ClamAV, bzip2, gmake, curl, emacs, Apache, XView, Ruby, Tcl, Python.

SFU не содержит встроенного X-сервера (только утилиты и библиотеки, как упоминалось выше), но может быть использован практически любой из имеющихся, например, Cygwin/X, Xming, WeirdMind или WeirdX.

## Версии
Последний релиз — 3.5 от ноября 2007 года.
Windows Server 2003 R2 содержит довольно много предустановленных компонентов SFU, в том числе сервисы Microsoft для сетевой файловой системы (NFS), подсистема для приложений UNIX (Interix) и управление аутентификацией для UNIX.
Windows Vista Enterprise и Ultimate Editions также содержат элементы SFU, переименованную в подсистему для приложений UNIX (англ. Subsystem for UNIX-based applications, SUA).
Microsoft не планирует далее выпускать отдельные версии данного пакета. Возможность скачать последнюю версию с официального сайта будет доступна, по крайней мере, до 2009 года, официальная общая поддержка оканчивается в 2011, расширенная поддержка — в 2014.

## Поддерживаемые операционные системы (для версии 3.5)
Microsoft Windows Services for UNIX предназначен для Windows редакций Server и Professional. Потребительскими версиями Windows не поддерживается.
- Windows 7 Enterprise/Ultimate Edition родная (native) поддержка (пакет встроен в систему)
- Windows Server 2003
- Windows XP Professional с Service Pack 1 или более поздним
- Windows 2000 Server или Professional с Service Pack 3 или более поздним